# 尤爾巴爾卡斯區
尤爾巴爾卡斯區是立陶宛陶拉格縣内的市镇，位于该国西部，行政中心为尤爾巴爾卡斯。市镇面積为1,507平方公里，2020年人口数量为24,822人。